# Madeira Park
Madeira Park est une communauté située dans la province de la Colombie-Britannique, dans Sunshine Coast.